# Moukhtar Hussain El-Gamal
Moukhtar Hussain El-Gamal (in arabo مختار حسين الجمل‎?; Il Cairo, 5 agosto 1935) è un ex pallanuotista egiziano.

## Biografia
Ha rappresentato la Rep. Araba Unita ai Giochi olimpici estivi di Roma 1960 e di Tokyo 1964.